# Lorde

Lord

Lorde (do inglês lord) é um título nobiliárquico empregado no Reino Unido. É equivalente a "Senhor" ou "Dom" em Portugal, correspondendo originalmente a um título de autoridade feudal. O feminino de "lorde" é lady, embora existam casos raros de lordes femininos (por exemplo, o Lorde de Mann, ou o Lord Provost de Edinburgo.
A etimologia da palavra inglesa lord remonta ao inglês antigo hlaf-weard (guardião do pão) – refletindo o costume tribal germânico de que um membro do escalão superior fornecesse comida aos seus subordinados. O equivalente feminino, lady, pode ter vindo das palavras que significam "amassadora de pão".

## Título
No Reino Unido, a Câmara dos Lordes – comumente citada apenas como "the Lords" – constitui a câmara alta do Parlamento. Até recentemente, muitos lordes hereditários (particularmente lordes ingleses, diferentemente dos lordes escoceses e irlandeses) eram automaticamente arrolados como membros da Casa dos Lordes.
Existem cinco níveis no Pariato da Grã-Bretanha: duque, marquês, conde, visconde e barão; todos os pares masculinos exceto duques, usam o tratamento "Lorde X". O título "Lorde" também se aplica por cortesia a alguns de seus filhos, por exemplo, os filhos mais jovens de duques e marqueses podem usar o tratamento "Lorde (nome) (apelido)". Muitos marqueses, condes, viscondes e barões usam o tratamento "Lorde (título)"; por exemplo, Alfred Tennyson, 1º Barão de Tennyson, geralmente citado como "Lord Tennyson". Barões, em particular, quase sempre são tratados apenas por "Lorde X". No Pariato da Escócia, os membros do nível mais baixo recebem o título de "Lord of Parliament" em vez de "barão".

### Lordes judiciais
Os juízes das cortes supremas britânicas usam o título de "Lorde":
- os Law Lords ou "Lords of Appeal in Ordinary" que são barões vitalícios;
- juízes da Court of Appeal of England and Wales, conhecidos como "Lords Justices of Appeal";
- juízes da Court of Session escocesa, conhecidos como "Lords of Council and Session".

Juízes de cortes supremas em muitos países da Commonwealth e ex-colônias britânicas usam o título "Lorde":
Juízes das Cortes Supremas da Índia são intitulados "Lords" ou "Lord Justices", ou "Lordships"

### Outros lordes
Várias funções de alto escalão do Estado podem ser ocupadas por "lordes honorários", daí títulos como Lord High Chancellor ou Lord Mayor.
Um outro título inglês, "Lord of the Manor", não implica pariato e nem possui direitos parlamentares. O título meramente indica que seu detentor é dono de uma propriedade senhorial sobre a qual possui certos direitos. Não representa um destaque social.
Na Idade Média, vários bispos eram magnatas influentes e poderosos que detinham o cargo de "lorde"; daí provém uma forma de tratamento ainda ouvida nos dias de hoje, "Lord Bishop", particularmente em países da Commonwealth para bispos anglicanos e católicos. Adicionalmente, 26 bispos da Igreja da Inglaterra têm assento na Câmara dos Lordes britânica como "Lords Spiritual" ("lordes espirituais").